# Chiampo
Pour l’article homonyme, voir Villa Chiampo.
Chiampo est une commune italienne de la province de Vicence dans la région Vénétie en Italie.

## Administration
| Période                                  | Période | Identité | Étiquette | Qualité |
| ---------------------------------------- | ------- | -------- | --------- | ------- |
|                                          |         |          |           |         |
| Les données manquantes sont à compléter. |         |          |           |         |

### Communes limitrophes
Arzignano, Nogarole Vicentino, Roncà, San Giovanni Ilarione, San Pietro Mussolino,  Vestenanova